# وزنه‌برداری در المپیک تابستانی ۲۰۲۰ – ۹۶ کیلوگرم مردان
۹۶ کیلوگرم مردان یکی از رویدادهای وزنه‌برداری در بازی‌های المپیک تابستانی ۲۰۲۰ است که در تاریخ ۳۱ ژوئیه ۲۰۲۱ در توکیو اینترنشنال فورم برگزار می‌شود.

## رکوردها
| رکورد جهان   | یک‌ضرب | سهراب مرادی (IRI) | ۱۸۶ ک‌گ | ۷ نوامبر ۲۰۱۸ | عشق‌آباد، ترکمنستان |
| رکورد جهان   | دوضرب | تیان تائو (CHN)   | ۲۳۱ ک‌گ | ۷ ژوئیه ۲۰۱۹  | توکیو، ژاپن        |
| رکورد جهان   | مجموع | سهراب مرادی (IRI) | ۴۱۶ ک‌گ | ۷ نوامبر ۲۰۱۸ | عشق‌آباد، ترکمنستان |
| رکورد المپیک | یک‌ضرب | استاندارد المپیک  | ۱۸۳ ک‌گ | ۱ نوامبر ۲۰۱۸ | —                  |
| رکورد المپیک | دوضرب | استاندارد المپیک  | ۲۱۹ ک‌گ | ۱ نوامبر ۲۰۱۸ | —                  |
| رکورد المپیک | مجموع | استاندارد المپیک  | ۳۹۸ ک‌گ | ۱ نوامبر ۲۰۱۸ | —                  |

| وزنه‌برداری در بازی‌های المپیک تابستانی ۲۰۲۰ | وزنه‌برداری در بازی‌های المپیک تابستانی ۲۰۲۰ | وزنه‌برداری در بازی‌های المپیک تابستانی ۲۰۲۰ | وزنه‌برداری در بازی‌های المپیک تابستانی ۲۰۲۰ | وزنه‌برداری در بازی‌های المپیک تابستانی ۲۰۲۰ | وزنه‌برداری در بازی‌های المپیک تابستانی ۲۰۲۰ |
| ------------------------------------------ | ------------------------------------------ | ------------------------------------------ | ------------------------------------------ | ------------------------------------------ | ------------------------------------------ |
| مردان                                      | مردان                                      | مردان                                      | زنان                                       | زنان                                       | زنان                                       |
|                                            | ۶۱ ک‌گ                                      |                                            |                                            | ۴۹ ک‌گ                                      |                                            |
|                                            | ۶۷ ک‌گ                                      |                                            |                                            | ۵۵ ک‌گ                                      |                                            |
|                                            | ۷۳ ک‌گ                                      |                                            |                                            | ۵۹ ک‌گ                                      |                                            |
|                                            | ۸۱ ک‌گ                                      |                                            |                                            | ۶۴ ک‌گ                                      |                                            |
|                                            | ۹۶ ک‌گ                                      |                                            |                                            | ۷۶ ک‌گ                                      |                                            |
|                                            | ۱۰۹ ک‌گ                                     |                                            |                                            | ۸۷ ک‌گ                                      |                                            |
|                                            | +۱۰۹ ک‌گ                                    |                                            |                                            | +۸۷ ک‌گ                                     |                                            |

## نتایج
| رتبه | ورزشکار            | کشور                 | گروه | وزن بدن | یک‌ضرب | یک‌ضرب | یک‌ضرب | یک‌ضرب | دوضرب | دوضرب | دوضرب | دوضرب  | مجموع  |
| رتبه | ورزشکار            | کشور                 | گروه | وزن بدن | ۱     | ۲     | ۳     | نتیجه | ۱     | ۲     | ۳     | نتیجه  | مجموع  |
| ---- | ------------------ | -------------------- | ---- | ------- | ----- | ----- | ----- | ----- | ----- | ----- | ----- | ------ | ------ |
| 1    | فارس الباخ         | قطر                  | A    |         | ۱۷۳   | ۱۷۷   | ۱۷۷   | ۱۷۷   | ۲۱۷   | ۲۲۵   | ۲۳۲   | ۲۲۵ OR | ۴۰۲ OR |
| 2    | کیدومار واینیا     | ونزوئلا              | A    |         | ۱۷۲   | ۱۷۵   | ۱۷۷   | ۱۷۷   | ۲۱۰   | ۲۱۵   | ۲۱۶   | ۲۱۰    | ۳۸۷    |
| 3    | آنتون پلیسنوی      | گرجستان              | A    |         | ۱۷۳   | ۱۷۷   | ۱۷۷   | ۱۷۷   | ۲۰۶   | ۲۱۰   | ۲۱۰   | ۲۱۰    | ۳۸۷    |
| ۴    | بودی سانتاوی       | کانادا               | A    |         | ۱۷۳   | ۱۷۷   | ۱۷۸   | ۱۷۸   | ۲۰۰   | ۲۰۵   | ۲۰۸   | ۲۰۸    | ۳۸۶    |
| ۵    | چن پو-جن           | چین تایپه            | A    |         | ۱۷۱   | ۱۷۶   | ۱۸۰   | ۱۷۶   | ۲۰۰   | ۲۰۵   | ۲۱۱   | ۲۰۵    | ۳۸۱    |
| ۶    | بکدولوت رسولبکوف   | قرقیزستان            | A    |         | ۱۶۲   | ۱۶۶   | ۱۶۶   | ۱۶۶   | ۲۰۰   | ۲۰۸   | ۲۱۶   | ۲۰۸    | ۳۷۴    |
| ۷    | بارتولومی آداموس   | لهستان               | A    |         | ۱۶۰   | ۱۶۰   | ۱۶۳   | ۱۶۳   | ۱۹۷   | ۲۰۴   | ۲۰۵   | ۱۹۷    | ۳۶۰    |
| ۸    | یو دونگ-جو         | کره جنوبی            | A    |         | ۱۶۰   | ۱۶۵   | ۱۶۷   | ۱۶۰   | ۲۰۰   | ۲۰۵   | ۲۰۵   | ۲۰۰    | ۳۶۰    |
| ۹    | اولفیدس سائز       | کوبا                 | B    |         | ۱۵۶   | ۱۶۱   | ۱۶۱   | ۱۵۶   | ۱۹۳   | ۱۹۸   | ۲۰۳   | ۲۰۳    | ۳۵۹    |
| ۱۰   | سیریل چاتچت        | تیم پناهندگان المپیک | B    |         | ۱۵۳   | ۱۵۵   | ۱۶۰   | ۱۵۵   | ۱۹۰   | ۱۹۰   | ۱۹۵   | ۱۹۵    | ۳۵۰    |
| ۱۱   | تئودوروس یاکوویدیس | یونان                | B    |         | ۱۴۷   | ۱۵۲   | ۱۵۶   | ۱۵۶   | ۱۷۵   | ۱۸۲   | ۱۹۱   | ۱۸۲    | ۳۳۸    |
| ۱۲   | کریستین آموا       | غنا                  | B    |         | ۱۴۰   | ۱۴۵   | ۱۴۵   | ۱۴۵   | ۱۶۵   | ۱۷۰   | ۱۷۰   | ۱۷۰    | ۳۱۵    |
| ۱۳   | حماده محمد         | فلسطین               | B    |         | ۱۳۷   | ۱۴۲   | ۱۴۲   | ۱۳۷   | ۱۷۳   | ۱۷۸   | ۱۷۸   | ۱۷۳    | ۳۱۰    |
| —    | یائوهنی سیخانتسو   | بلاروس               | A    |         | ۱۷۰   | ۱۷۰   | ۱۷۳   | ۱۷۳   | ۲۰۱   | ۲۰۱   | ۲۰۱   | —      | —      |
| —    | توشیکی یاماموتو    | ژاپن                 | A    |         | ۱۶۱   | ۱۶۶   | ۱۶۸   | ۱۶۸   | ۲۰۰   | ۲۰۰   | ۲۰۰   | —      | —      |